# Ngô Quang Hải
Ngô Quang Hải (* 30. April 1967 in Haiphong) ist ein vietnamesischer Schauspieler und Filmregisseur.
Ngô war als Schauspieler unter anderem in einer Rolle in Trần Anh Hùngs Ein Sommer in Hanoi (2000) zu sehen.
Sein Debüt als Spielfilmregisseur gab er 2006 mit dem Film Chuyện của Pao (übersetzt „Paos Geschichte“) über eine junge Hmong-Frau, die sich auf die Suche nach ihrer Mutter begibt. Dieser Film, mit seiner Ehefrau Đỗ Thị Hải Yến in der Hauptrolle und auf einer Kurzgeschichte von Đỗ Bích Thuỷ basierend, gewann viermal (unter anderem als „bester Film“) den Cánh diều vàng, den wichtigsten vietnamesischen Filmpreis. Er war außerdem Vietnams Einsendung auf eine Nominierung als „Bester fremdsprachiger Film“ bei der Oscarverleihung 2007, wurde aber nicht nominiert.